# 존 킹

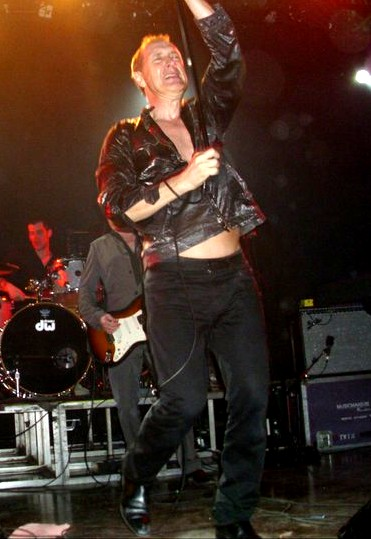
2011년의 모습

조나단 마이클 킹(Jonathan Michael King, 1955년 6월 8일 ~ 현재)은 잉글랜드의 포스트펑크 밴드 갱 오브 포에서 활동한 음악가, 싱어송라이터이자 그래미 어워드의 후보에 오른 아트 디렉터이다.

## 생애
킹은 세븐오크스 학교를 다니면서 메콘스의 톰 그린핼시와 마크 화이트, 갱 오브 포의 앤디 길, 다큐멘터리 작가 애덤 커티스, 영화 감독 폴 그린그래스 등이 속한 "아트 룸"의 멤버였다.
갱 오브 포의 작사가이자 공동 작곡가로서 킹은 멜로디카와 전자레인지, 나무 블록(야구 방망이나 막대기 등)과 같은 타악기를 연주했으며, 후자는 〈He'd Send in the Army〉에서 연주되었다. 뉴욕 타임스의 존 파렐레스의 가사를 "마르크스, 아도르노, 보드리야르, 고다르의 이론이 주입된 신랄하게 분석적"이라고 평했다.
존 킹은 갱 오브 포의 첫 정규 음반인 《Entertainment!》를 공동 작곡하고 프로듀싱하였으며, 이 음반을 두고 롤링 스톤은 "1977년 《The Clash》 이후로 펑크이든 아니든 영국 밴드의 최고의 데뷔 음반"이라고 평을 내렸다.
킹은 TV와 영하 음악을 작곡하기도 했으며, 특히 BBC의 판도라의 상자, 스크루니티와 웨스트민스터 데일리의 음악을 작곡했다. 또한 베스트 키드, 맨츄리안 켄디데이트, 마리 앙투아네트와 같은 영화의 사운드트랙을 공동 작곡하고 프로듀싱하였다. 2005년 모조 어워즈에서 "음악 영감상"을 수상했다.